# Caglio
Die Gemeinde Caglio befindet sich in der Provinz Como, die zur Region Lombardei gehört. Hier wohnen 488 Einwohner (Stand 31. Dezember 2023) und sie hat eine Fläche von 6,54 km² bei einer Bevölkerungsdichte von 67 Einwohner pro km².

## Geographie
Caglio befindet sich 800 m s.l.m.
Die Nachbargemeinden sind Asso, Caslino d’Erba, Faggeto Lario, Nesso, Rezzago und Sormano.

## Sehenswürdigkeiten
- Wallfahrtskirche Madonna di Campoè mit Fresko Madonna mit Kind.